# دهستان میان‌کوه موگویی
دهستان میانکوه موگوئی  به مرکزیت خویه در شهرستان کوهرنگ از توابع استان چهارمحال و بختیاری قرار دارد.